# Léopold de Bavière (né en 1943)
Pour les articles homonymes, voir Léopold de Bavière.
 (décembre 2023).
Si vous disposez d'ouvrages ou d'articles de référence ou si vous connaissez des sites web de qualité traitant du thème abordé ici, merci de compléter l'article en donnant les références utiles à sa vérifiabilité et en les liant à la section « Notes et références ».
Le prince Léopold de Bavière (né le 21 juin 1943 à Umkirch) est un membre de la maison royale bavaroise de Wittelsbach et ancien pilote automobile. Il descend du roi Louis Ier de Bavière en ligne directe et est un lointain parent du chef actuel de la maison de Wittelsbach, François, duc de Bavière, et de son frère, Max, duc en Bavière. Il descend également de l'empereur d'Autriche, François-Joseph Ier et de son épouse Élisabeth et du roi George II de Grande-Bretagne. Il est donc un lointain cousin d'Élisabeth II. En tant que catholique romain, il est exclu de la ligne du trône britannique par l'acte d'établissement de 1701. Il descend également d'Isabelle II d'Espagne par sa fille et arrière grand-mère de Léopold, María de la Paz.

## Jeunesse
Léopold (alias « Poldi ») est né au château d'Umkirch, près de Fribourg-en-Brisgau, dans le Bade-Wurtemberg. Il est le fils aîné du prince Constantin de Bavière et de sa première épouse, la princesse Marie-Aldegonde de Hohenzollern-Sigmaringen.
Comme ses parents se sont séparés peu après sa naissance, Léopold est élevé par ses grands-parents, le prince Frédéric de Hohenzollern-Sigmaringen et la princesse Marguerite-Carole de Saxe. Il grandit dans le château d'Umkirch avec son oncle le prince Ferfried (alias « Foffie »), qui n'a que deux mois de plus. C'est là que le prince développe son amour pour les voitures et les courses.

## Mariage
Le 21 octobre 1977, le prince Léopold épouse Ursule (Uschi) Möhlenkamp, fille de Wilhelm (Willi) Möhlenkamp et d'Ingeborg Brauckmann. La cérémonie civile a lieu à Berg sur le lac de Starnberg en Bavière. La cérémonie religieuse a lieu un mois plus tard, le 19 novembre 1977, à Aufkirchen bei Starnberg. À l’origine, l’union est considérée comme morganatique, mais le 3 mars 1999, le mariage est décrété dynastique sous condition, conformément aux dernières lois de la Maison de Bavière. Le couple a quatre enfants :  
- le prince Manuel Maria Alexander Leopold Jörg de Bavière (né hors mariage en 1972). Marié en 2005 à la princesse Anne de Sayn-Wittgenstein-Berleburg (née en 1978). Ils ont trois enfants : 
  - le prince Leopold Maria Bengt Carl Manuel de Bavière (né en 2007) ;
  - la princesse Alva Manuela Maria Petra Yvonne de Bavière (née en 2010) ;
  - le prince Gabriel de Bavière (né en 2015) ;
- la princesse Maria del Pilar Brigitte Adelgonde Charlotte de Bavière (née en 1978) ;
- la princesse Maria Felipa Karine Marion Gabrielle de Bavière (née en 1981), mariée à Christian Alexandre Dienst (né en 1978) en 2012[1]. Ils ont trois fils : 
  - Auguste Marie Jürgen Leopold Dienst (né en 2013) ;
  - Ferdinand Marie Constantin Joachim Dienst (né en 2014) ;
  - Othon Dienst (né en 2017) ;
- le prince Konstantin Eugen Alexander Max-Emmanuel Maria Louis Ferdinand Léopold de Bavière (né en 1986), marié en 2018 à Deniz Kaya[2].

## Dernières années
Le prince réside dans une villa au bord du lac Starnberg, au sud de Munich, capitale de la Bavière, et est souvent vu en compagnie de l'actuel roi suédois Charles XVI Gustave, qu'il connaît depuis son adolescence. Il est le parrain du fils unique du roi Charles Gustave, le prince Carl Philip de Suède. Son oncle maternel, le prince Jean-Georges de Hohenzollern, est le beau-frère du roi Charles Gustave. Léopold est également impliqué dans des actions caritatives en faveur des enfants handicapés, telles que les Jeux olympiques spéciaux et dans des organisations encourageant le recours à la thérapie assistée par des animaux. Cela tient en partie au fait que sa fille aînée, la princesse Pilar, est atteinte d'une forme d'autisme, qu’elle a développée alors qu’elle était bébé après une mauvaise anesthésie au cours d’une opération cardiaque.

## Carrière automobile
Le prince Léopold commence sa carrière par le rallye et, en 1969, il se lance dans les courses de voitures de tourisme, remportant le championnat nord-américain avec Porsche en 1972. En 1984, il prend part aux 24 Heures du Mans, avec Walter Brun et Bob Akin, terminant quatrième. En 1986, Léopold de Bavière devient pilote d'usine pour le constructeur automobile BMW basé à Munich. Bien qu'il a pris sa retraite de la compétition en 1998, il reste impliqué dans l'équipe de course BMW en tant que conseiller.
En plus de concourir en Europe et en Amérique, il concourt également en Australie à Bathurst dans la 1984 James Hardie 1000 (en), pilotant une BMW 635 CSi groupe A pour l'écurie JPS Team BMW de Frank Gardner, associé au champion du monde 1967 de Formule 1, Denny Hulme. Dans les courses de voitures de tourisme australiennes, le groupe A n'est qu’une classe mineure introduite pour les courses d’endurance en 1984, avant de devenir la classe majeure en 1985. Après une semaine troublée comprenant une journée perdue après la chute de la BMW de la partie montagneuse du circuit, le duo termine la course à la 15e place à 15 tours du vainqueur de la course (2e place de la catégorie, à quatre tours de la TWR Rover Vitesse gagnante). Léopold de Bavière et Denny Hulme ont tous deux vécu une nouvelle expérience lors de cette course. Leur BMW est équipée d'une caméra installée à la place du phare avant gauche et les deux pilotes peuvent s'entretenir avec l'équipe de commentateurs de la télévision sur Channel 7, alors qu'ils conduisent. Léopold de Bavière dit à un moment donné que « La course est très amusante pour moi ».

## Résultats en course

### Résultats complets en World Sportscar Championship
( clé ) (les courses en gras indiquent la pole position) (les courses en italique indiquent le meilleur tour) 
| Année | Entrant                           | Class   | Châssis                | Voiture                     | 1       | 2   | 3       | 4       | 5     | 6       | 7      | 8       | 9   | 10  | 11  | 12  | 13  | 14  | 15  | Pos. | Pts |
| ----- | --------------------------------- | ------- | ---------------------- | --------------------------- | ------- | --- | ------- | ------- | ----- | ------- | ------ | ------- | --- | --- | --- | --- | --- | --- | --- | ---- | --- |
| 1971  | International Martini Racing Team | P 3.0   | Porsche 908/02         | Porsche 908 3.0 F8          | BUE     | DAY | SEB     | BRH     | MNZ   | SPA     | TAR    | NÜR DNS | LMS | ÖST | GLN |     |     |     |     |      |     |
| 1972  | Tony Fischhaber                   | GT +2.0 | Porsche 911S           | Porsche 2.4 F6              | BUE     | DAY | SEB     | BRH     | MNZ   | SPA     | TAR    | NÜR 14  | LMS | ÖST | GLN |     |     |     |     |      |     |
| 1973  | Tony Fischhaber                   | GT +1.6 | Porsche 911 Carrera RS | Porsche 2.7 F6              | DAY     | VAL | DIJ     | MNZ     | SPA   | TAR     | NÜR 14 | LMS     | ÖST | GLN |     |     |     |     |     |      |     |
| 1977  | Jörg Obermoser                    | S 3.0   | Toj SC302              | Ford Cosworth DFV 3.0 V8    | DIJ     | MNZ | VAL     | PER     | EST   | LEC Ret | IMO    | SAL     |     |     |     |     |     |     |     |      |     |
| 1981  | Helmut Marko RSM                  | GT      | BMW M1                 | BMW M88 3.5 L6              | DAY     | SEB | MUG     | MNZ     | RSD   | SIL     | NÜR    | LMS Ret | PER | DAY | GLN | SPA | MOS | ROA | BRH | NC   | 0   |
| 1983  | Brun Motorsport                   | B       | BMW M1                 | BMW M88 3.5 L6              | MNZ     | SIL | NÜR Ret | LMS Ret | SPA   | FUJ     |        |         |     |     |     |     |     |     |     | 64th | 4   |
| 1983  | R. Joest/Warsteiner               | C       | Porsche 936C           | Porsche 935 2.8 F6t         |         |     |         |         |       |         | KYA 7  |         |     |     |     |     |     |     |     | 64th | 4   |
| 1984  | Brun Motorsport                   | C1      | Porsche 956B           | Porsche Type 935/76 2.6 F6t | MNZ     | SIL | LMS 4   |         |       |         |        |         |     |     |     |     |     |     |     | 25th | 25  |
| 1984  | Brun Motorsport                   | C1      | Porsche 956            | Porsche Type 935/76 2.6 F6t |         |     |         | NÜR 9   | BRH 8 | MOS     | SPA    |         |     |     |     |     |     |     |     | 25th | 25  |
| 1984  | Porsche Kremer Racing             | C1      | Porsche 956B           | Porsche Type 935/76 2.6 F6t |         |     |         |         |       |         |        | IMO 4   | FUJ | KYA | SAN |     |     |     |     | 25th | 25  |
| 1985  | Brun Motorsport                   | C1      | Porsche 956B           | Porsche Type 935/76 2.6 F6t | MUG DNS | MNZ | SIL     | LMS     | HOC   | MOS     | SPA    | BRH     | FUJ | SHA |     |     |     |     |     | NC   | 0   |

### Résultats complets des 24 Heures du Mans
| Année   | Équipe               | Copilotes                         | Voiture      | Classe | Des tours | Pos. | Class Pos. |
| ------- | -------------------- | --------------------------------- | ------------ | ------ | --------- | ---- | ---------- |
| 1981    | Helmut Marko RSM     | Christian Danner Peter Oberndofer | BMW M1       | GT     | 49        | DNF  | DNF        |
| 1983    | Brun Motorsport GmbH | Angelo Pallavicini Jens Winther   | BMW M1       | B      | 160       | DNF  | DNF        |
| 1984    | Brun Motorsport GmbH | Walter Brun Bob Akin              | Porsche 956B | C1     | 340       | 4e   | 4e         |
| Source: |                      |                                   |              |        |           |      |            |

### Résultats complets en Deutsche Tourenwagen Meisterschaft
( clé ) (les courses en gras indiquent la pole position) (les courses en italique indiquent le meilleur tour) 
| Année | Équipe          | Voiture          | 1        | 2         | 3         | 4         | 5        | 6         | 7         | 8        | 9         | 10        | 11        | 12        | 13        | 14       | 15       | 16        | 17        | 18        | 19        | 20        | 21        | 22        | 23       | 24        | Pos. | Pts  |
| ----- | --------------- | ---------------- | -------- | --------- | --------- | --------- | -------- | --------- | --------- | -------- | --------- | --------- | --------- | --------- | --------- | -------- | -------- | --------- | --------- | --------- | --------- | --------- | --------- | --------- | -------- | --------- | ---- | ---- |
| 1984  | Brun Motorsport | BMW 635 CSi      | ZOL 4    | HOC Ret   | AVU 5     | AVU 2     | MFA 12   | WUN Ret   | NÜR       | NÜR      | NOR       | NÜR 6     | DIE       | HOC Ret   | HOC 8     | ZOL 5    | NÜR      |           |           |           |           |           |           |           |          |           | 10th | 72.5 |
| 1988  | Euro Racing     | BMW M3           | ZOL 1    | ZOL 2     | HOC 1     | HOC 2     | NÜR 1    | NÜR 2     | BRN 1     | BRN 2    | AVU 1     | AVU 2     | MFA 1     | MFA 2     | NÜR 1     | NÜR 2    | NOR 1 16 | NOR 2 20  | WUN 1     | WUN 2     | SAL 1     | SAL 2     | HUN 1     | HUN 2     | HOC 1    | HOC 2     | 46th | 3    |
| 1989  | GS Team         | BMW M3 Evo       | ZOL 1    | ZOL 2     | HOC 1     | HOC 2     | NÜR 1    | NÜR 2     | MFA 1 DNQ | MFA 2 16 | AVU 1 Ret | AVU 2 Ret | NÜR 1     | NÜR 2     | NOR 1 25  | NOR 2 19 | HOC 1    | HOC 2     | DIE 1 DNQ | DIE 2 18  | NÜR 1 23  | NÜR 2 25  | HOC 1 27  | HOC 2 14  |          |           | 36th | 9    |
| 1990  | BMW Team Isert  | BMW M3 Sport Evo | ZOL 1 15 | ZOL 2 Ret | HOC 1 DNQ | HOC 2 DNQ | NÜR 1 15 | NÜR 2 11  | AVU 1 17  | AVU 2 13 | MFA 1 20  | MFA 2 19  | WUN 1 17  | WUN 2 15  | NÜR 1 14  | NÜR 2 17 | NOR 1 9  | NOR 2 18  | DIE 1 17  | DIE 2 21  | NÜR 1 24  | NÜR 2 24  | HOC 1 Ret | HOC 2 DNS |          |           | 29th | 2    |
| 1991  | BMW Team Isert  | BMW M3 Sport Evo | ZOL 1 26 | ZOL 2 Ret | HOC 1 22  | HOC 2 Ret | NÜR 1 27 | NÜR 2 Ret | AVU 1 20  | AVU 2 22 | WUN 1     | WUN 2     | NOR 1 Ret | NOR 2 DNS | DIE 1 19  | DIE 2 10 | NÜR 1 21 | NÜR 2 Ret | ALE 1 15  | ALE 2 DNS | HOC 1 18  | HOC 2 22  | BRN 1     | BRN 2     | DON 1    | DON 2     | 29th | 1    |
| 1992  | BMW Team Isert  | BMW M3 Sport Evo | ZOL 1 18 | ZOL 2 Ret | NÜR 1 25  | NÜR 2 Ret | WUN 1 21 | WUN 2 14  | AVU 1 18  | AVU 2 14 | HOC 1 Ret | HOC 2 13  | NÜR 1 16  | NÜR 2 17  | NOR 1 Ret | NOR 2 15 | BRN 1 10 | BRN 2 14  | DIE 1 Ret | DIE 2 Ret | ALE 1 Ret | ALE 2 DNS | NÜR 1 13  | NÜR 2 14  | HOC 1 15 | HOC 2 Ret | 25th | 1    |

### Résultats complets de la Bathurst 1000
| Année | Équipe       | Copilotes   | Voiture     | Classe   | Des tours | Pos. | Class Pos. |
| ----- | ------------ | ----------- | ----------- | -------- | --------- | ---- | ---------- |
| 1984  | JPS Team BMW | Denny Hulme | BMW 635 CSi | groupe A | 148       | 15e  | 2e         |

### Résultats complets du Championnat du monde de voitures de tourisme
( clé ) (les courses en gras indiquent la pole position) (les courses en italique indiquent le meilleur tour) 
| Année | Équipe              | Voiture | 1   | 2   | 3   | 4       | 5   | 6   | 7       | 8   | 9       | 10     | 11  | Pos. | Pts |
| ----- | ------------------- | ------- | --- | --- | --- | ------- | --- | --- | ------- | --- | ------- | ------ | --- | ---- | --- |
| 1987  | Schwaben Motorsport | BMW M3  | MNZ | POT | DIJ | NÜR Ret | SPA | BRN | SIL Ret | BAT | CLD Ret | WEL 12 | FUJ | NC   | 0   |

### Résultats complets du Championnat japonais de voitures de tourisme
( clé ) (les courses en gras indiquent la pole position) (les courses en italique indiquent le meilleur tour) 
| Année | Équipe             | Voiture  | 1        | 2       | 3       | 4       | 5        | 6        | 7       | 8       | 9         | 10        | 11        | 12       | 13       | 14        | 15      | 16      | 17        | 18        | Pos. | Pts |
| ----- | ------------------ | -------- | -------- | ------- | ------- | ------- | -------- | -------- | ------- | ------- | --------- | --------- | --------- | -------- | -------- | --------- | ------- | ------- | --------- | --------- | ---- | --- |
| 1994  | BMW Team Schnitzer | BMW 318i | AUT 1 10 | AUT 2 9 | SUG 1 7 | SUG 2 7 | TOK 1    | TOK 2    | SUZ 1   | SUZ 2   | MIN 1 Ret | MIN 2 DNS | AIDE 1 10 | AIDE 2 6 | TSU 1 15 | TSU 2 DNS | SEN 1 7 | SEN 2 8 | FUJ 1 DNS | FUJ 2 DNS | 15e  | 24  |
| 1995  | BMW Team Schnitzer | BMW 318i | FUJ 1    | FUJ 2   | SUG 1 9 | SUG 2 9 | TOK 1 13 | TOK 2 16 | SUZ 1 9 | SUZ 2 9 | MIN 1     | MIN 2     | AIDE 1    | AIDE 2   | SEN 1    | SEN 2     | FUJ 1   | FUJ 2   |           |           | 20e  | 8   |

### Résultats complets de la Super Tourenwagen Cup
( clé ) (les courses en gras indiquent la pole position) (les courses en italique indiquent le meilleur tour) 
| Année | Équipe         | Voiture  | 1        | 2        | 3         | 4         | 5        | 6         | 7        | 8        | 9        | 10        | 11        | 12        | 13       | 14       | 15        | 16        | 17       | 18       | 19       | 20        | Pos. | Pts |
| ----- | -------------- | -------- | -------- | -------- | --------- | --------- | -------- | --------- | -------- | -------- | -------- | --------- | --------- | --------- | -------- | -------- | --------- | --------- | -------- | -------- | -------- | --------- | ---- | --- |
| 1996  | Isert BMW-Team | BMW 320i | ZOL 1 11 | ZOL 2 12 | CUL 1 Ret | CUL 2 DSQ | HOC 1 15 | HOC 2 Ret | SAC 1    | SAC 2    | WUN 1    | WUN 2     | ZWE 1 Ret | ZWE 2 DNS | SAL 1 18 | SAL 2 15 | AVU 1 Ret | AVU 2 15  | NÜR 1 22 | NÜR 2 18 |          |           | 24e  | 67  |
| 1997  | Isert BMW-Team | BMW 320i | HOC 1 29 | HOC 2 17 | ZOL 1     | ZOL 2     | NÜR 1 15 | NÜR 2 14  | SAC 1 17 | SAC 2 10 | NI 1 26  | NI 2 DNS  | WUN 1 16  | WUN 2 21  | ZWE 1 26 | ZWE 2 18 | SAL 1 26  | SAL 2 23  | REG 1 17 | REG 2 15 | NÜR 1    | NÜR 2     | 22e  | 85  |
| 1998  | Équipe Isert   | BMW 320i | HOC 1 20 | HOC 2 6  | NÜR 1 20  | NÜR 2 20  | SAC 1 20 | SAC 2 16  | NI 1 Ret | NI 2 16  | REG 1 18 | REG 2 Ret | WUN 1 Ret | WUN 2 16  | ZWE 1 17 | ZWE 2 21 | SAL 1 17  | SAL 2 Ret | OSC 1 19 | OSC 2 18 | NÜR 1 17 | NÜR 2 Ret | 23e  | 98  |